# VareseNews
VareseNews è una testata giornalistica on-line della provincia di Varese. Fondata nel 1997, è stata una delle prime testate on line italiane.
VareseNews è una delle realtà fondatrici di Anso, l'associazione nazionale dedicata alla stampa on-line, e è promotrice del festival Glocal a Varese.

## Storia
VareseNews nasce nel 1997 come mensile cartaceo distribuito nelle edicole di Varese, che a sua volta aveva raccolto l'eredità delle riviste "Airone Rosso" e "Circolino": editrice era una società cooperativa legata al circolo La Castellanza, fondato nel 1988 nel rione varesino di Bosto.
Nell'autunno del 1997 iniziano i primi esperimenti sulla Rete e a dicembre VareseNews diventa un vero e proprio quotidiano on-line: il fatto fu pionieristico, ché nel web italiano del tempo l'unica esperienza di rilievo era quella di "Repubblica.it", edizione digitale de "La Repubblica". La sede da Bosto viene trasferita presso la ditta Elmec di Varese, che si occupò di avviare la parte tecnica del progetto online.
Nel 1999 nasce il marchio Vareseweb, che successivamente darà il nome alla società editrice del quotidiano on line e responsabile di tutte le attività correlato.
Nel 2004 nasce Anche Io un evento che la redazione organizza ogni anno per incontrare i suoi lettori, consolidando il ruolo della community. Ad Anche Io hanno partecipato membri di spicco della cultura e della politica locali e nazionale, come Roberto Maroni, Concita De Gregorio, Curzio Maltese, Alberto Contri, Cecco Vescovi, Davide Van de Sfroos e i Sottotono.
Nel mese di marzo 2007, nella classifica pubblicata da L'Espresso e basata su dati Audiweb, VareseNews figurava tra i primi 10 media on-line d'Italia, dietro a testate nazionali come Repubblica.it, il Corriere.it, ilSole24ore.com.
Nel 2008 VareseNews si trasferisce a Gazzada Schianno; nello stesso anno apre anche il network di blog indipendenti VaresePolitica, che ospita i blog di politici di spicco della Regione Lombardia: Giuseppe Adamoli, Mario Agostinelli, Marco Airaghi, Graziano Maffioli, Daniele Marantelli e Paolo Rossi. Successivamente il network della "blogosfera" del giornale si arricchisce di blog legati a diversi temi e voci del territorio.
Nel 2012 VareseNews ha dato vita al festival di giornalismo GLocal, che ogni anno porta a Varese voci qualificate del mondo del giornalismo e della comunicazione, spettacoli teatrali ed altri eventi, con una formula articolata sin dalla prima edizione su quattro giorni. Tra le realtà ospitate dalle diverse edizioni del festival c'è anche l'Archivio Diaristico Nazionale.
Nel 2020 viene lanciato il network V2 media, che vede VareseNews quale capofila di una rete di quattro quotidiani online basati nel Varesotto, in Brianza, nell'Altomilanese e nel Piemonte orientale.
Nel 2025, dopo 17 anni, il giornale lascia la sede di Gazzada Schianno e si sposta nel complesso Materia di Castronno, l’ex scuola primaria del rione Sant’Alessandro, ristrutturata per l'occasione.

## Direttori
- Carlo Galeotti (dalla fondazione al 1999)
- Marco Giovannelli (dal 1999)

## Vignettisti
- Gaspare Morgione